# Walter Kurowski
Walter Kurowski (* 20. August 1939 in Kettwig; † 18. Oktober 2017 in Oberhausen) war ein deutscher Künstler, Karikaturist und Jazz-Musiker.

## Leben und Werk

### Leben
Walter Kurowski wurde im heutigen Essener Stadtteil Kettwig geboren. Nach einer abgebrochenen Ausbildung bei einem Graveur, bei der nicht der Beruf erlernt werden konnte, sondern Botengänge und die Versorgung von Kleintieren im Vordergrund standen, bewarb sich Kurowski an der Folkwangschule für Gestaltung in Essen. Diese schloss er 1960 mit dem Folkwang-Leistungspreis für Grafik ab. Er war 1969 Mitbegründer der „Fabrik K14“ in Oberhausen, einem Kommunikationszentrum und Verein zur politischen Bildung und bis heute das älteste noch existierende soziokulturelle Zentrum Deutschlands. Kurowski war Vater von drei Kindern und lebte bis zu seinem Tod in Oberhausen.

### Kunst
Kurowskis künstlerisches Œuvre ist geprägt von Naturdarstellungen aus seiner unmittelbaren Umgebung wie dem Oberhausener Kaisergarten oder Urlauben in Kroatien und Italien. Weibliche Aktdarstellungen gehören ebenso zu seiner umfangreichen Arbeit wie lithographische Interpretationen zu Werken von Bertolt Brecht, Alexander Puschkin oder Kurt Tucholsky. Politisch besonders für die Arbeiterschicht engagiert, entwarf er Karikaturen für Betriebszeitungen und Plakate für Gewerkschaften wie die IG Metall oder Parteien wie der SPD, den Grünen oder DKP. Vor allem die Themen Arbeitskampf und das Zechensterben im Ruhrgebiet sowie der Kampf gegen den Faschismus spielten eine wichtige Rolle in seinen Arbeiten. Für die ehemalige Dauerausstellung in der Gedenkhalle Oberhausen schuf er ein vielbeachtetes Fries aus Gemälden. Die vielen politischen und gesellschaftskritischen Karikaturen, die er unter anderem 1978 in seinem „KURO“-Buch veröffentlichte, haben bis heute nicht an Aktualität und Brisanz verloren. Als Karikaturist für die WAZ Oberhausen fasste Kurowski wochenweise aktuelle Themen aus Oberhausen und Deutschland in seinen eindrucksvollen und unverkennbaren Zeichnungen zusammen. Zusätzlich war Kurowski über 40 Jahre Zeichenlehrer an der VHS Oberhausen. Er unterrichtete im Aktzeichnen und an der Lithographie-Presse. Seine Kunstwerke signierte Kurowski seit den 1960er Jahren mit dem Kürzel „KURO“, mit dem er von Freunden und Familie angesprochen wurde.

### Musik
Bereits zu Studienzeiten kam Kurowski mit der Jazz-Musik in Kontakt. Flügelhorn und Kontrabass wurden seine beiden bevorzugten Musikinstrumente, die er in vielen von ihm initiierten Jazz-Veranstaltungen spielte. Die Reihe „Jazz-Karussell“, die er jahrelang fast wöchentlich mit verschiedenen Jazz-Künstlern aus dem In- und Ausland organisierte, wurde zu einem festen Bestandteil des Oberhausener Kulturangebots und wird von Kurowskis ältester Tochter, der Jazz-Sängerin Eva Kurowski, fortgeführt.

## Nachlass
Kurowski hat jahrzehntelang die kulturelle Arbeit in Oberhausen vorangetrieben und mit Beiträgen und Veranstaltungen im künstlerischen und musikalischen Bereich geprägt. Die Stadt Oberhausen hat kurz vor seinem Tod im Jahr 2017 den künstlerischen Nachlass erworben und für die Nachwelt gesichert. In der Ludwiggalerie Schloss Oberhausen beschäftigt sich eine Kunsthistorikerin mit der wissenschaftlichen Aufarbeitung und Inventarisierung seiner Werke, der Karikatur, Plakate und bildenden Kunst. Das Resultat war die Ausstellung „Walter Kurowski – Künstler Karikaturist Kulturlegende. Eine Werkschau von 1956–2015“, die im Kleinen Schloss vom 31. Januar bis 30. Mai 2021 gezeigt wurde. Vom 23. Januar bis zum 8. Mai 2022 wurden seine Werke erneut in einer Doppelausstellung im Großen Schloss präsentiert: "Ruhrgebietschronist trifft Kulturlegende - Rudolf Holtappel und Walter Kurowski. Eine foto_grafische Begegnung."

## Ausstellungen (Auswahl)
- 1960 Folkwang-Leistungspreis, Foyer Folkwangschule Essen
- 1966 „Walter Kurowski – Lithographien, Aquarelle, Zeichnungen“ Foyer Städt. Bühnen Oberhausen
- 1979 „Wo soll das alles enden…“ Elefanten Press Galerie Berlin
- 1979 KURO „Kunst die gebraucht wird“ Elefanten Press Galerie Ludgeriestr. 55 Münster
- 1982 „KURO Karikaturen“ Distel, Sterkrader Straße 117 Oberhausen
- 1986 KURO Politische Plakate aus 15 Jahren, Ausstellung im Rathaus Sterkrade Oberhausen
- 1990 …rechts und links in meinem Leben! KURO zeigt Steindrucke Monotypien, ARKA Kulturwerkstatt e.V. Essen
- 1991 „…so seht Ihr aus! – Zeichnungen aus der Wirtschaft“ Bleistift, Feder, Tusche, Öl, Gaststätte Haus Wahl, Marktstraße 38 Oberhausen
- 1991 „Don Quijote – Lithographien, Monotypie, Zeichnungen“, Theaterrestaurant Falstaff, Ebertstraße Oberhausen
- 2009 „…ach sind Frauen schön!“, Gdanska Oberhausen
- 2012 „Meine Lithos – 1958–2000“ Fabrik K14, Lothringer Straße Oberhausen
- 2013 „Plakate aus 50 Jahren zu Kultur und Politik“ Fabrik K14, Lothringer Straße Oberhausen
- 2015 Grafiken von Walter Kurowski, Einblicke in ein unglaubliches Leben. Galerie „Lebende Wände“, Mönchengladbach
- 2015: „50 Jahre politische Plakate“ VHS Foyer Bertolt-Brecht-Haus Oberhausen
- 2021: "Walter Kurowski Künstler Karikaturist Kulturlegende. Eine Werkschau von 1956-2015", LUDWIGGALERIE Schloss Oberhausen
- 2021: "ART ABOUT SHOES – von Schnabelschuh bis Sneaker. HEINER MEYER – deutsche Pop Art im Stiletto-Format", LUDWIGGALERIE Schloss Oberhausen
- 2022: "Ruhrgebietschronist trifft Kulturlegende - Rudolf Holtappel und Walter Kurowski. Eine foto_grafische Begegnung", LUDWIGGALERIE Schloss Oberhausen

## Preise
- Folkwang-Leistungspreis 1960 im Fach Grafik
- Ehrennadel der Stadt Oberhausen 2015